# بیازیت اوزتورک
بیازیت اوزتورک (بایزید اوزتورک) (ترکی استانبولی: Beyazıt Öztürk؛ زادهٔ ۱۲ مارس ۱۹۶۹) هنرپیشه، مجری تلویزیون، و بازیگر سینما اهل ترکیه است. وی از سال ۱۹۹۵ میلادی تاکنون مشغول فعالیت بوده‌است.
از فیلم‌ها یا برنامه‌های تلویزیونی که وی در آن نقش داشته‌است می‌توان به رقاص عربی اشاره کرد.